# Victoria (tv-serie)
 For alternative betydninger, se Victoria. (Se også artikler, som begynder med Victoria)
Victoria er en britisk dramaserie fra 2016, skabt af Daisy Goodwin og med Jenna Coleman i titelrollen som dronning Victoria.
Victoria havde premiere den 28 august 2016 på ITV.

## Handling
Den første sæson skildrer dronning Victoria første regeringsår 1837, fra hendes kroning da hun var 18 år, til hendes intensive venskab og forelskelse i Lord Melbourne, til hendes frieri og og tidlige ægteskab med prins Albert, til fødselen af deres første barn Victoria 1840.

## Rolleliste

### Hovedroller
- Jenna Coleman – Dronning Victoria[11]
- Tom Hughes – Prins Albert[12]
- Peter Bowles – Hertug af Wellington
- Catherine Flemming – Hertuginde af Kent[11]
- Daniela Holtz – Baronesse Lehzen[12]
- Nell Hudson – Miss Skerrett[13]
- Ferdinand Kingsley – Charles Elmé Francatelli[14]
- Tommy Knight – Archibald Brodie[15]
- Nigel Lindsay – Sir Robert Peel[12]
- Eve Myles – Mrs. Jenkins[16]
- David Oakes – Prins Ernest
- Paul Rhys – Sir John Conroy[11]
- Adrian Schiller – Penge[13]
- Peter Firth – Hertug af Cumberland og Teviotdale[11]
- Alex Jennings – Kong Leopold
- Rufus Sewell – Lord Melbourne[11]

### Gentagne roller
- Anna Wilson-Jones – Lady Portman
- Margaret Clunie – Hertuginde af Sutherland
- Nichola McAuliffe – Hertuginde af Cumberland[12]
- Jordan Waller – Lord Alfred Paget
- Basil Eidenbenz – Lohlein